# C.R.S = Détresse
C.R.S = Détresse est une série de bande dessinée humoristique publiée par Dargaud à partir de 1993.

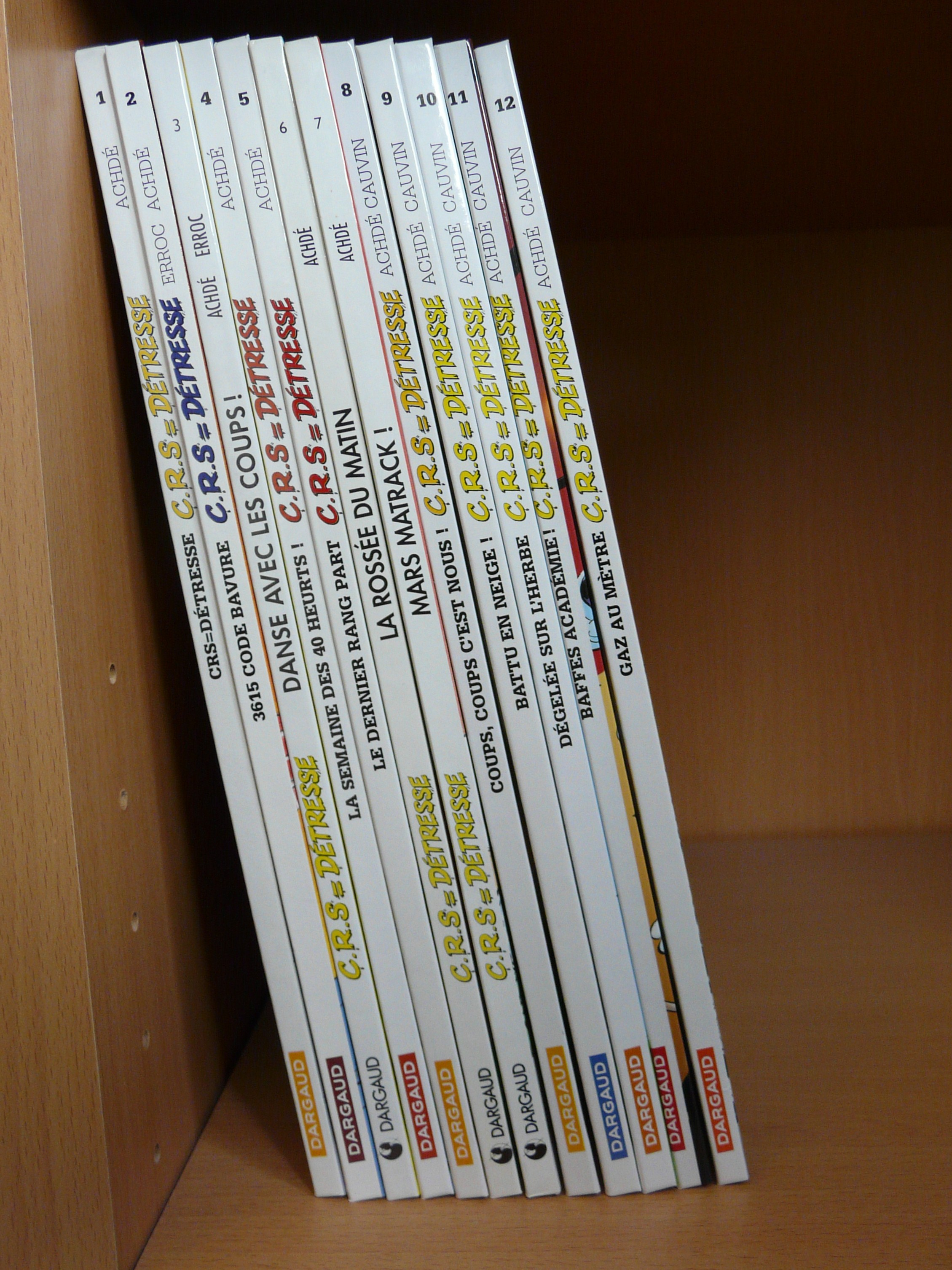
Les douze premiers tomes de la série.

## Auteurs
- Scénario : Achdé (tomes 1, 4 et TL ), Erroc (tomes 2 et 3), Raoul Cauvin (tomes 8 à 13 et TL)
- Dessin : Achdé
- Couleurs : David Lunven  Greg Kruz

## Synopsis
Eugène Lacrymo est membre des CRS depuis 25 ans, ce qui ne l'empêche pas de toujours enchaîner les bavures. Manifestants et C.R.S se livrent une lutte parodique où les revendications passent au second plan.

## Albums
1. C.R.S = Détresse (1993)
2. 3615 - Code bavure (1994)
3. Danse avec les coups ! (1995)
4. La Semaine des 40 heurts ! (1996)
5. Le dernier rang part (1997)
6. La Rossée du matin (1998)
7. Mars Matrack ! (1999)
8. Coups, coups c’est nous ! (2000)
9. Battu en neige ! (2001)
10. Dégelée sur l’herbe (2002)
11. Baffes académie ! (2003)[2]
12. Gaz au mètre (2005)
13. Des coups dans les urnes (2007)

TL. Ma vie est enfer (2002) Tirage limité

## Éditeur
- Dargaud : tomes 1 à 13 (première édition des tomes 1 à 13)
- Dargaud (collection « Les indispensables de la BD ») : tome 1, 4, 5, 7, 8, 11 (seconde édition)
- Aux cases à bulles Éditions, : Ma vie est enfer